# Смородино (Запорожская область)
Смородино (укр. Смородине) — село,
Вольнянский городской совет,
Вольнянский район,
Запорожская область,
Украина.
Код КОАТУУ — 2321510101. Население по переписи 2001 года составляло 40 человек.

## Географическое положение
Село Смородино находится в 0,5 км от левого берега реки Вольнянка,
выше по течению примыкает город Вольнянск,
на расстоянии в 0,5 км расположено село Вольнянка.
К селу примыкают большие массивы садовых участков.
Рядом проходит железная дорога, станция Любимовка в 1,5 км.

## История
- 1953 год — дата основания.